# Szerbia és Montenegró-i labdarúgó-szövetség
A Szerbia és Montenegró-i labdarúgó-szövetség (szerbül: Фудбалски авез Србије и Црне Горе; magyar átírásban: Fudbalszki savez Szrbije i Crne Gore) Szerbia és Montenegró nemzeti labdarúgó-szövetsége volt 1992 és 2006 között a Jugoszláv labdarúgó-szövetség utódjaként.
1919-ben alapították a Jugoszláv labdarúgó-szövetséget. 1921-ben a FIFA, 1954-ben az UEFA tagja lett.
A szövetség szervezte a Szerbia és Montenegró-i labdarúgó-bajnokságot valamint a Szerbia és Montenegró-i kupát. Működtette a Szerbia és Montenegró-i labdarúgó-válogatottat. Székhelye Belgrádban volt.
Szerbia és Montenegró 2006-os különválását követően két új szövetség alakult.
- Szerb labdarúgó-szövetség,
- Montenegrói labdarúgó-szövetség